# Coito riservato

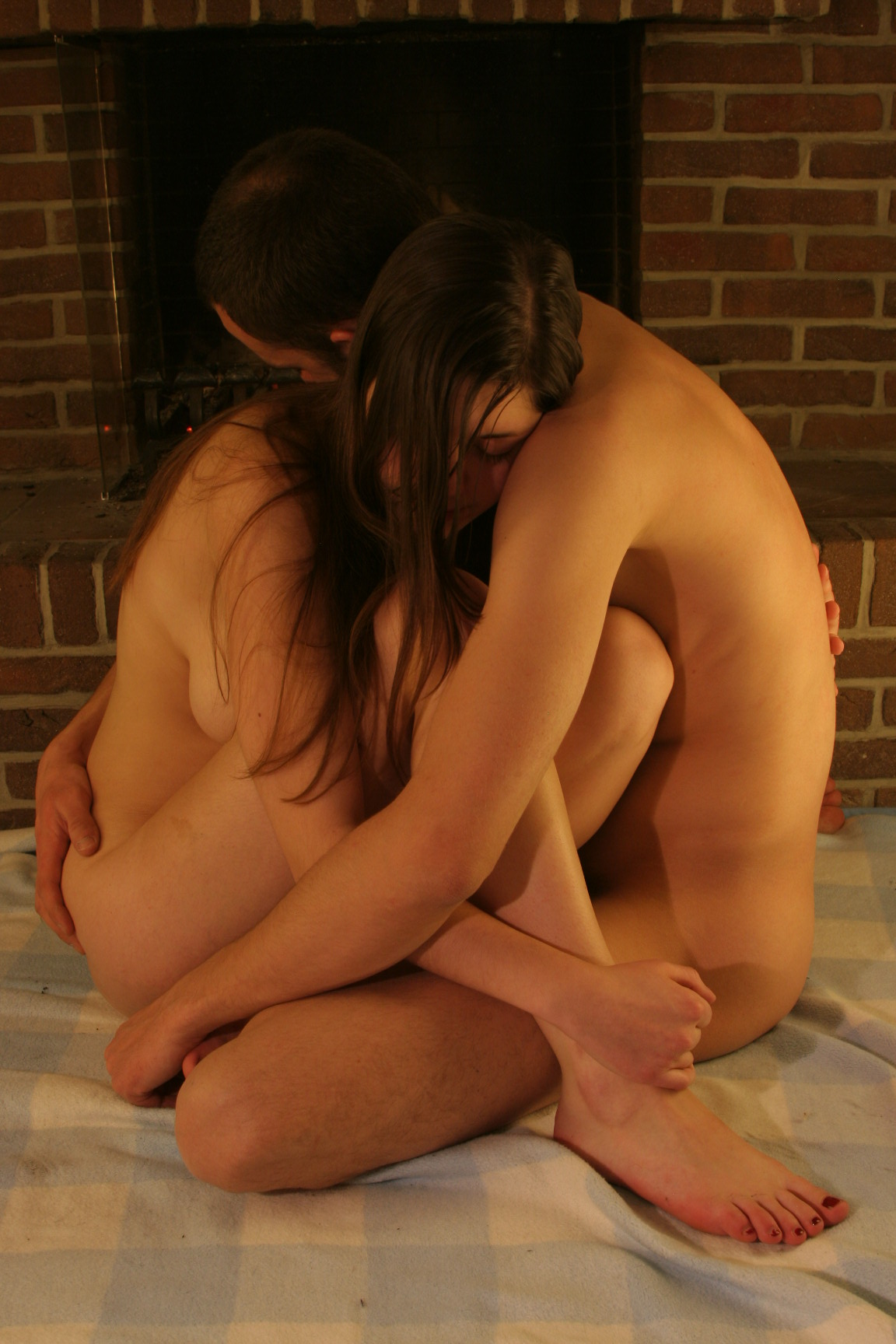
La pratica moderna di coito riservato, denominata Karezza, fa sì che i partner allunghino di molto i tempi dell'unione sessuale, producendo al contempo una più profonda soddisfazione e piacere.

Il coito riservato (dal latino coitus reservatus, o "coito salvo"), conosciuto anche come continenza maschile, anche detto karezza od edging nei paesi anglosassoni, è una forma di rapporto sessuale in cui il partner che esegue la penetrazione sessuale cerca di rimanere nella fase di eccitazione sessuale (o plateau) il più a lungo possibile per evitare così di raggiungere l'eiaculazione dentro il partner ricettivo: deliberatamente e volontariamente l'uomo rinuncia così al proprio orgasmo.

## Descrizione
Secondo la teorizzatrice moderna di questa tecnica, l'ostetrica e ginecologa statunitense Alice Stockham (1833-1912), la parola "Karezza" da lei scelta per indicarla deriverebbe direttamente dall'italiano "carezza" o modalità dell'"accarezzare"; Alan Watts credeva tuttavia erroneamente trattarsi di una parola di origine persiana. Il concetto di Karezza è vagamente simile a quello di maithuna dell'induismo Tantra e del Sahaja dello Yoga.
Il controllo dell'orgasmo è un aspetto fondamentale delle pratiche concernenti la sessualità taoista, note come cai Yin pu Yang e cai Yang pu Yin.
Le prime descrizioni attendibili sull'utilizzo del coitus reservatus nella cultura cinese risalgono, secondo Robert van Gulik nel suo libro La vita sessuale nell'antica Cina, alla seconda metà della dinastia Chou o Zhou dal 770 al 220 a.C.
Van Gulik, approfondendo l'aspetto del coitus reservatus, osservava che il principio su cui si fondava era proprio la concezione cinese dell'unione dello yin femminile con lo yang maschile. Basandosi su questo principio i cinesi ritenevano che il rapporto sessuale avesse un duplice scopo. L'atto sessuale poteva avere il fine del concepimento, ma poteva avere anche lo scopo di rafforzare la vitalità dell'uomo facendogli assorbire l'essenza yin della donna. La donna, allo stesso tempo, ricavava beneficio fisico e psichico dall'eccitazione della sua latente natura yang.
Secondo queste credenze, l'uomo doveva eiaculare solo nei giorni di maggiore fecondità della donna. In tutti gli altri giorni doveva astenersi dall'emettere sperma. Solo in questo modo poteva beneficiare della essenza yin della donna che raggiungeva il massimo nel momento dell'orgasmo.
Allo stesso modo uno o più orgasmi nella donna potevano stimolare e intensificare la sua essenza yin in modo da aumentare le possibilità di concepimento quando l'uomo, nei giorni fertili della compagna, avrebbe raggiunto l'orgasmo emettendo il seme.
Lo stesso Van Gulik, al termine della sua disamina conclude affermando che pensando che queste teorie hanno costituito uno dei principi su cui si sono basati i rapporti sessuali in Cina nel corso dei secoli, si può trarre la singolare conclusione che per oltre duemila anni il coitus reservatus deve essere stato praticato in Cina senza che ciò avesse inciso sulla procreazione e sulla salute generale della razza.

## Pratica e aspetti generali

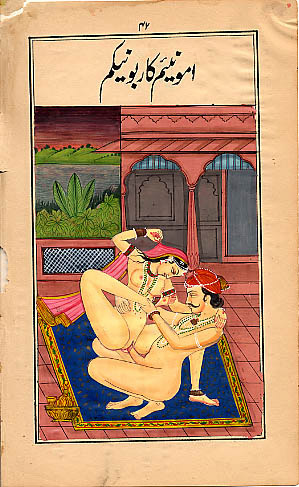
Il coito riservato trova le sue origini nelle pratiche tantriche e taoiste.

Secondo la Stockam, l'unione attraverso il sesso è il risultato più profondo dell'affettività umana, la pratica del coito riservato è una tecnica designante l'unione sessuale tenuta perfettamente sotto controllo; un controllo reciproco in cui il partner penetrante aiuta quello ricettivo e viceversa. Questa sarebbe la chiave per superare le molte difficoltà incontrate nel tentativo di controllare l'espressione sessuale su base individuale.
Il contributo originale della Stockam è stato quello di applicare questa stessa filosofia di controllo dell'orgasmo tanto per gli uomini quanto per le donne, oltre che una forma di controllo delle nascite. Secondo la testimonianza di John William Lloyd, un anarchico praticante di Karezza, la tecnica prolunga anche il tempo del piacere sessuale al punto da raggiungere l'estasi mistica.
L'esperienza fatta da Lloyd di avvicinamento a uno stato di coscienza cosmica viene narrato nel libro Cosmic Consciousness: A Study in the Evolution of the Human Mind (1901) scritto da Richard Maurice Bucke, uno psichiatra canadese amico del poeta statunitense Walt Whitman. Seguendo passo passo la pratica si arriverebbe al punto di separare l'orgasmo dall'eiaculazione eminentemente fisica, rendendo così possibile il godimento continuato del piacere dato dal rapporto intimo: vivere la condizione di estasi orgasmica senza alcuna emissione seminale.
Alcuni applicano i principi del coito riservato anche alla masturbazione e in base a ciò la persona tenta di ritardare l'orgasmo il più a lungo possibile per prolungare il piacere di un processo noto orgasmic brinkmanship, ma il risultato risulta essere parzialmente differente rispetto al coito riservato compiuto assieme a un partner. Nella letteratura latina si parla di un simile procedimento come di coitus sine ejaculatione seminis.
Uno degli scopi è dunque il mantenimento, anzi l'intensificazione, del desiderio e del godimento del piacere sessuale nel contesto di una relazione. Sempre secondo la Stockam, ci sarebbero volute da due settimane a un intero mese al corpo per riprendersi da un'eiaculazione e fargli recuperare tutte le forze: "a meno che non sia desiderata la procreazione, l'orgasmo propagativo finale va accuratamente evitato". Limitando poi la frequenza dell'eiaculazione, o meglio evitandola del tutto, la "luna di miele" di un rapporto potrebbe essere mantenuta perpetuamente.

### Distinzioni
Vi è una leggera differenza fra Karezza, così come s'è applicata a partire dal XIX secolo, e il concetto classico di coitus reservatus; in quest'ultima infatti solamente all'uomo era richiesto di dimostrare autocontrollo, mentre la donna era libera di godere o meno di un orgasmo prolungato. Allo stesso modo, nel contesto di un rapporto omosessuale tra due maschi, il partner ricettivo può godere a piacimento della stimolazione prostatica (vedi Massaggio prostatico), a differenza del partner che assume il ruolo attivo.
Anche se gli studi non hanno trovato spermatozoi nel liquido pre-eiaculazione, il coito riservato, così come il coitus interruptus, non è forma e metodo affidabile al 100% per la contraccezione, a causa della difficoltà di controllare l'eiaculazione se si avvicina troppo al punto di non ritorno. Inoltre, se segue un orgasmo precedente, è possibile che il liquido di pre-eiaculazione contenga spermatozoi residui dell'eiaculazione precedente, con conseguente gravidanza anche quando eseguito correttamente.

### Opinioni sul coito riservato
Anche all'interno dell'antroposofia è stato discussa la pratica di Karezza, trovando vari sostenitori negli ambienti vicini a Rudolf Steiner.
Il romanziere inglese Aldous Huxley nel suo romanzo intitolato L'isola ha scritto che lo Yoga dell'amore o maithuna è la stessa cosa che il cattolicesimo intende con coitus reservatus. Alan W. Watts in Nature, Man and Woman osserva che l'esistenza di una tradizione esoterica di tipo sessuale (simile a quella presente nelle spiritualità orientali) interna al cristianesimo sia una possibilità molto remota.
Lo scrittore gallese Norman Lewis nel suo resoconto di vita a Napoli nel 1944 ha affermato che san Rocco sarebbe il patrono del coitus reservatus e che questo verrebbe aiutato bevendo marsala con tuorlo d'uovo. Il coito riservato faceva parte sicuramente degli insegnamenti della Chiesa cattolica per quanto riguarda la sessualità ed era generalmente consentito come forma di rapporto sessuale, pur essendo soggetto agli stessi argomenti riguardanti il coitus interruptus.
Lo psichiatra Havelock Ellis, uno dei precursori della moderna sessuologia, scrive che il coitus reservatus è quella forma di rapporto sessuale in cui l'unione intima è mantenuta anche per periodi molto lunghi, durante i quali una donna può avere l'orgasmo più volte mentre l'uomo riesce a trattenersi: questo, lungi dall'esser dannoso, è probabilmente la forma di coito che dà alla donna la massima gratificazione e sollievo.

## Polemiche e controversie
Alice Stockam è stata portata in tribunale e costretta a rinunciare a insegnare la pratica di Karezza negli Stati Uniti d'America; come molti altri riformatori sessuali del tempo, anch'ella fu fatta arrestare da Anthony Comstock (1844-1915), un propagandista della morale vittoriana sostenuto da Morris Ketchum Jesup (1830-1908), un miliardario filantropo ch'è stato uno dei fondatori dell'YMCA e del museo americano di storia naturale.
Insieme i due uomini fondarono il comitato newyorkese per la repressione del vizio (verrà sciolto solo nel 1950), che attirò molti americani importanti tra cui il potente e ricco John Pierpont Morgan; per opera di quest'associazione venne approvata nel 1873 la Legge Comstock per la repressione del commercio e della circolazione della letteratura oscena e della propaganda giornalistica a fini d'immoralità: la legge autorizzava il servizio postale a rifiutarsi di gestire posta erotica (foto o cartoline), farmaci contraccettivi o dispositivi abortivi, attrezzi sessuali (compresi i primi vibratori a uso medico) come quelli del tipo utilizzato per la masturbazione, oltre a pubblicità e informazioni contraccettive e abortive.
Lo stesso comitato fece incarcerare per tempi più o meno lunghi anche tutta una varietà di riformatori spirituali, tra cui il medico occultista e medium Paschal Beverly Randolph, teorico della magia sessuale, il quale era stato amico personale di Abraham Lincoln. Ida Craddock, avvocatessa che lottò per i diritti delle donne, morì suicida dopo essere stata più volte incarcerata per spaccio di pornografia: aveva semplicemente scritto e fatto pubblicare un manuale sessuale, uno dei primi dell'epoca contemporanea.

## Oggi
Lo sviluppo recente del coito riservato nella moderna versione di Karezza viene considerata come una "pratica di tendenza", che può causare un'esperienza più sensuale e ricca di profondità in alternativa alle prestazioni sessuali più comuni. I praticanti testimoniano di aver provato una connessione emotiva maggiore con il proprio partner e ciò avrebbe fatto raggiungere un'esperienza di piacere sessuale più pieno e appagante.
La pratica di Karezza avviene anche in un contesto di terapia di coppia, come reciproco riconoscimento del desiderio sessuale vissuto dal partner.